# Округ Џенингс (Индијана)
Округ Џенингс (енгл. Jennings County) је округ у америчкој савезној држави Индијана.

## Демографија
По попису из 2010. године број становника је 28.525, што је 971 (3,5%) становника више него 2000. године.
| Група             | 2000.          | 2010.          |
| Белци             | 26.745 (97,1%) | 27.361 (95,9%) |
| Афроамериканци    | 206 (0,7%)     | 216 (0,8%)     |
| Азијати           | 72 (0,3%)      | 62 (0,2%)      |
| Хиспаноамериканци | 193 (0,7%)     | 571 (2,0%)     |
| Укупно            | 27.554         | 28.525         |